# آسکو مکیلا
آسکو مکیلا (فنلاندی: Asko Mäkilä؛ ۲۰ اوت ۱۹۴۴ – ۲ فوریهٔ ۲۰۱۲) بازیکن فوتبال اهل فنلاند بود.
وی همچنین در تیم ملی فوتبال فنلاند بازی کرده‌است.